# Biserica „Cuvioasa Paraschiva” din Vladimir
Biserica cu hramul „Cuvioasa Paraschiva” din Vladimir, comuna Vladimir, județul Gorj, a fost  ridicată în anul 1836. Lăcașul de cult figurează pe lista monumentelor istorice din 2010, cod LMI GJ-II-m-B-09455.

## Istoric și trăsături
Conform pisaniei de peste intrare, biserica a fost construită în anul 1836. Săpată în piatră, în limba română, în litere chirilice, pisania cuprinde următoare fapte despre actul ridicării bisericii și autorii ei: „Cu ajutoriul lui Dumnezău și a mântuitoriului nostru I[isu]s H[risto]s și al Sfintei Troițe, sau făcut și sau înfrumusățat ac[e]astă sfăntă și dumnăzăiască bisărică cu toată osteniala și cheltuiala d[om]nului Ion Nicolae Gărbia ce după îndatoria dusă asuprăi de răposatul Costandin Vasăle Tunșanu, [socr]usău, cu hramul Sfinților Împărați Costandin și Elena, sfântul Ion Botezătoriul și a Priacuviosa Paraschiva în zilele pria luminatului și pria înălțatului nostru domn Alicsandru Dumitrie Ghica voivod, [cu] Vasile Marica, Dumitru Stoian, Nicolae Sanfira, Nicolae, Costandin Stama, Pătru Pandereu, Dumitru, Nicolae ereu Drăghici i Pătru, Radu Dumitrașcu, Prodan Calotă, Bălaș a Ilinca, Dumitran Dumitru și cu tot niamu, la liatu 1836.”
În friza picturii murale exterioare, pe latura de sud a bisericii, apar doi tineri bonjuriști: „d[omnul] Ioan Gărbea” și „d[omnul] Nicolae Gărbe, brat Ioan”. Aceștia par a fi fii ctitorului Nicolae Gârbea din Vladimirești, care s-au portretizat în chip de potecași, călare, fiind probabil, în tradiția locului, ctitorii acestei picturi.
La finele anului 2021 au fost începute demersurile pentru lucrările de restaurare-conservare a picturii de la biserica monument istoric, pentru o suprafață de aproximativ 500 mp.

## Imagini

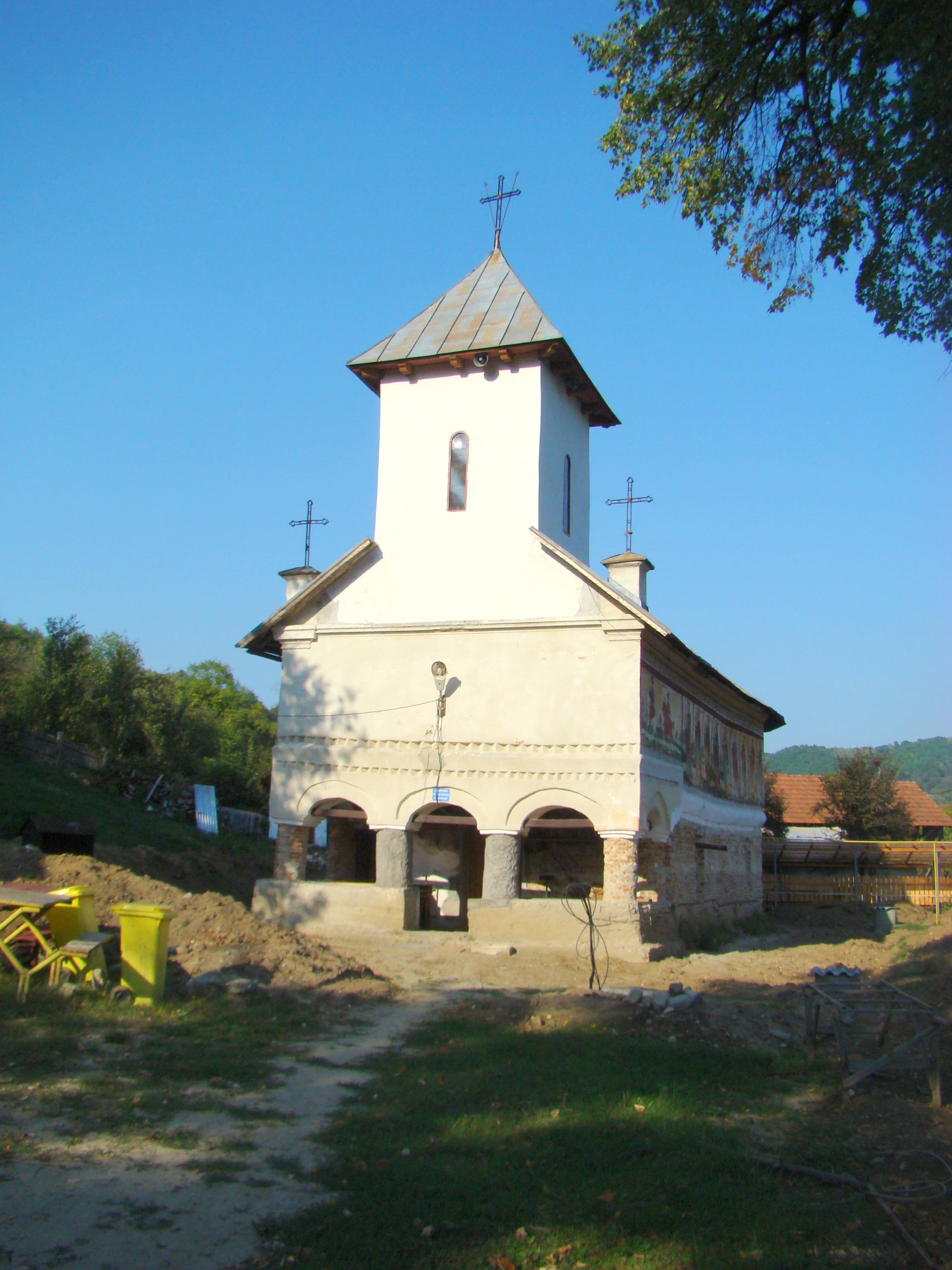
Biserica (vest)
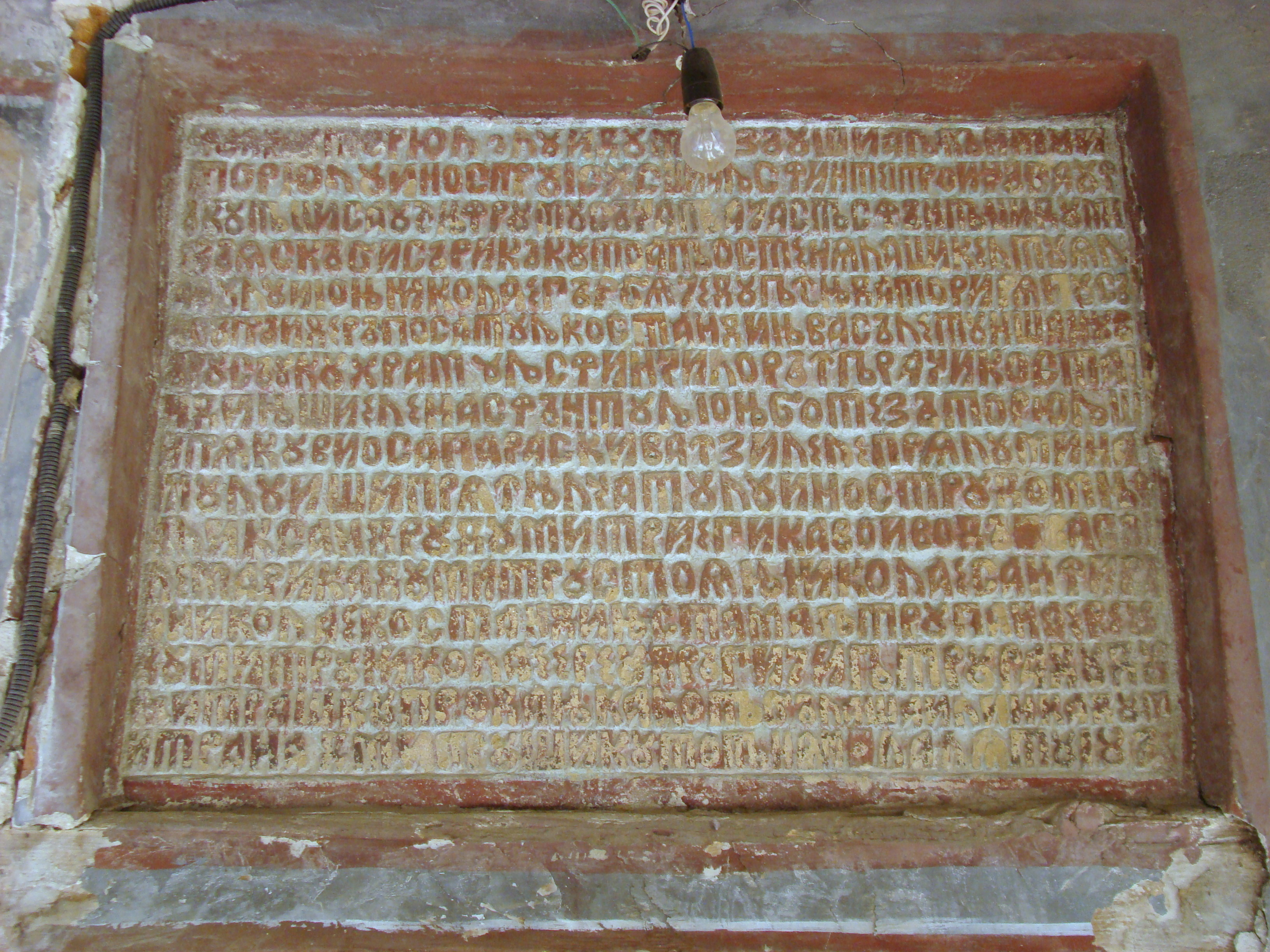
Pisania
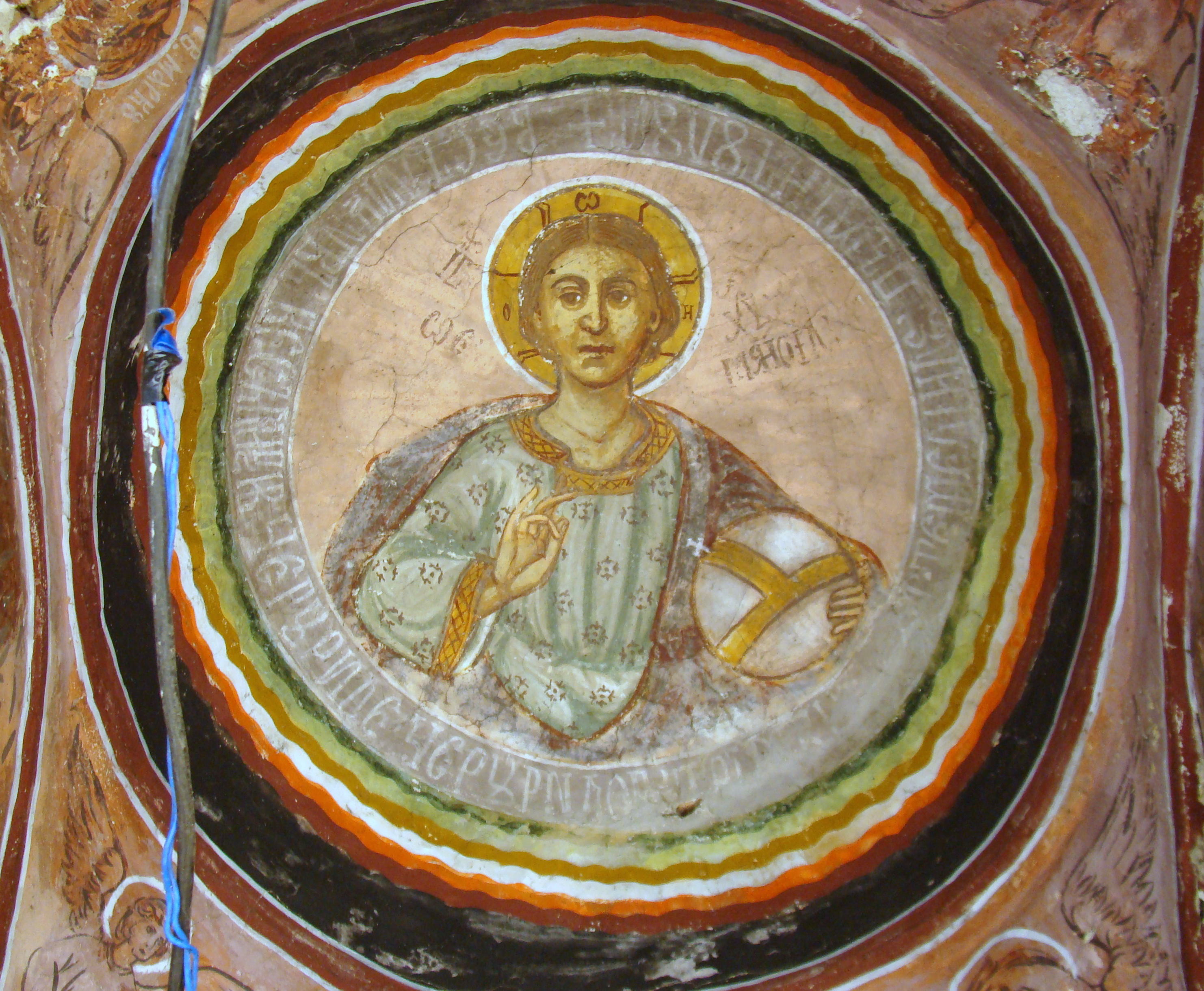
Pictura exterioară
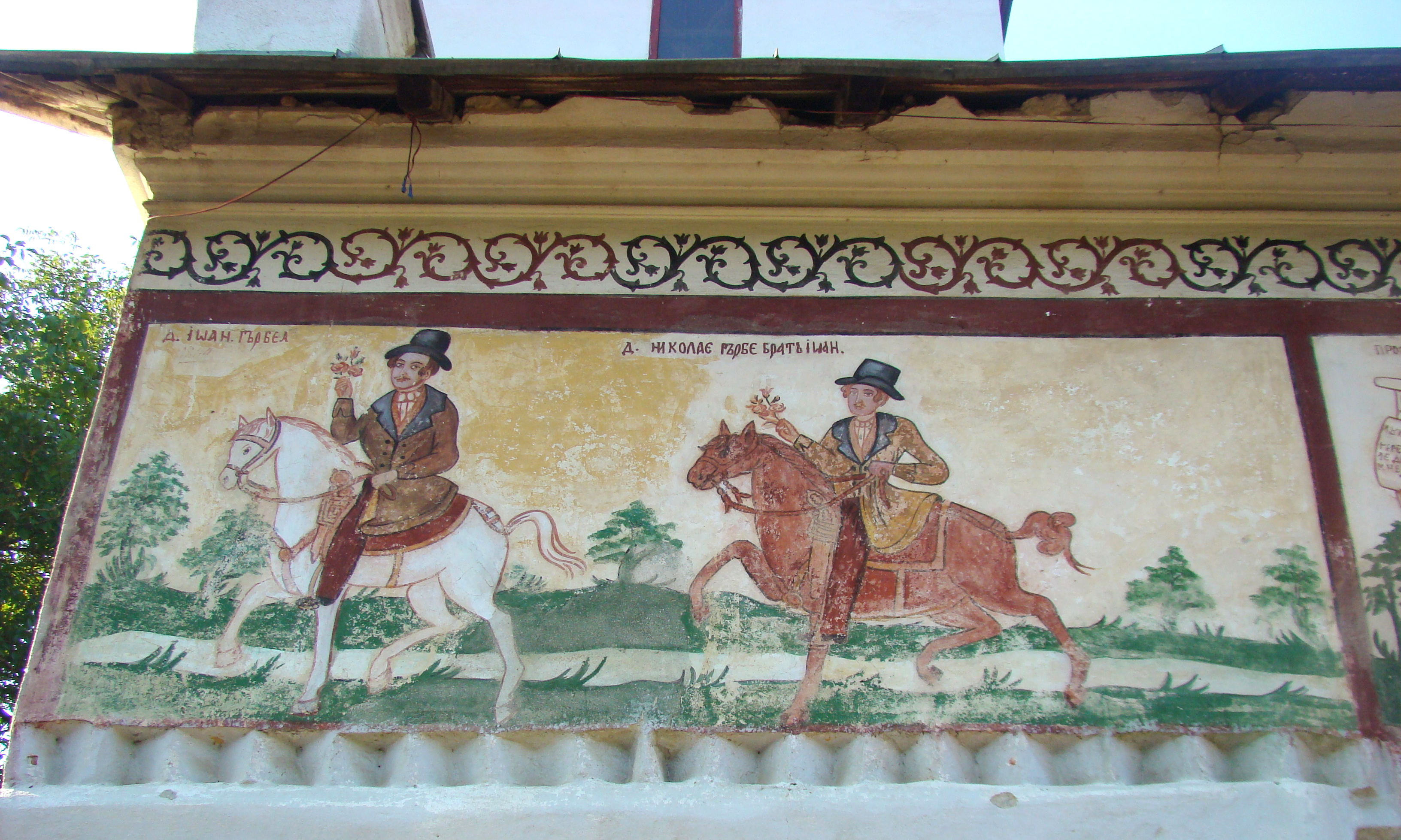
Pictura exterioară
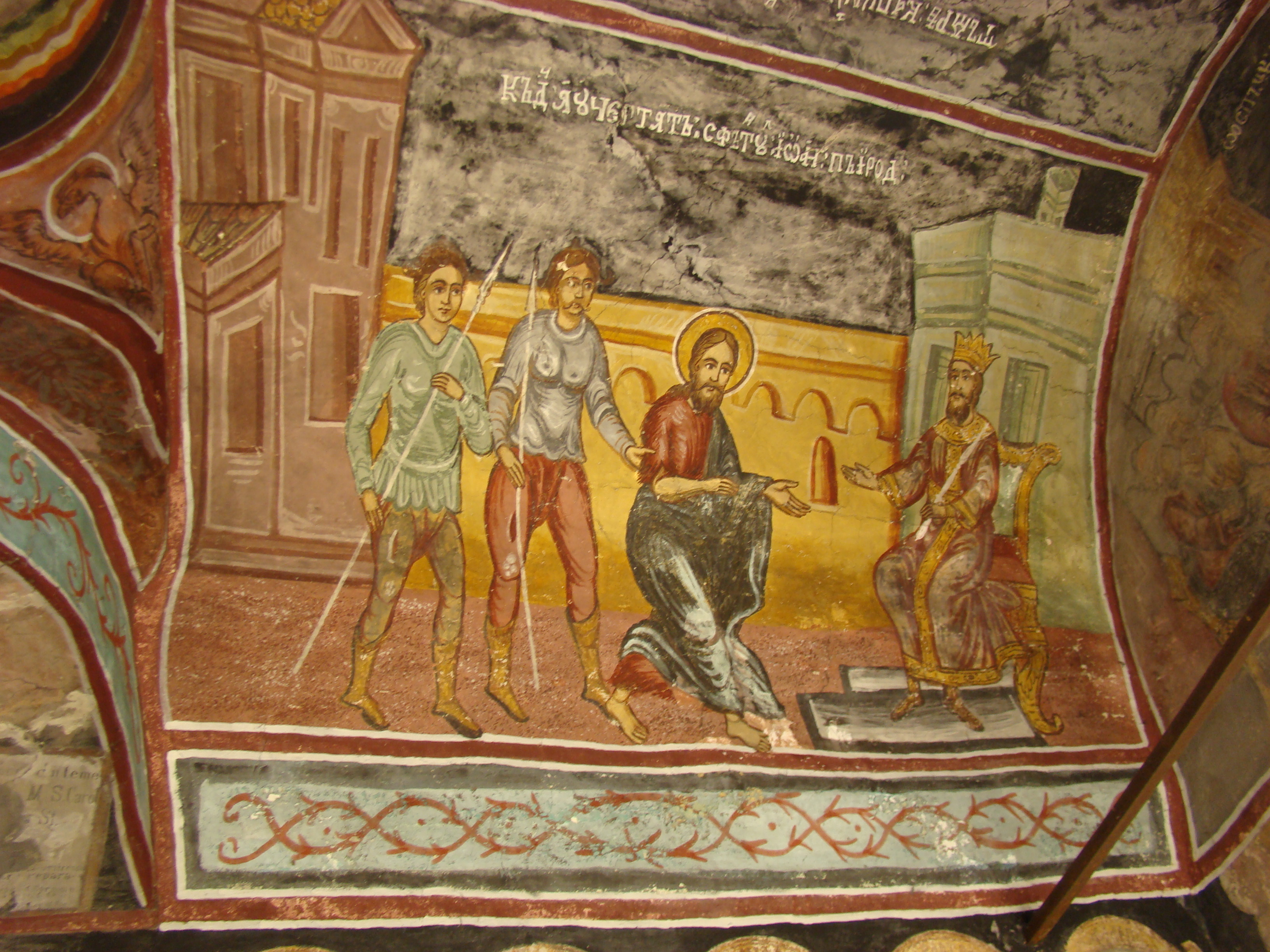
Pictura exterioară
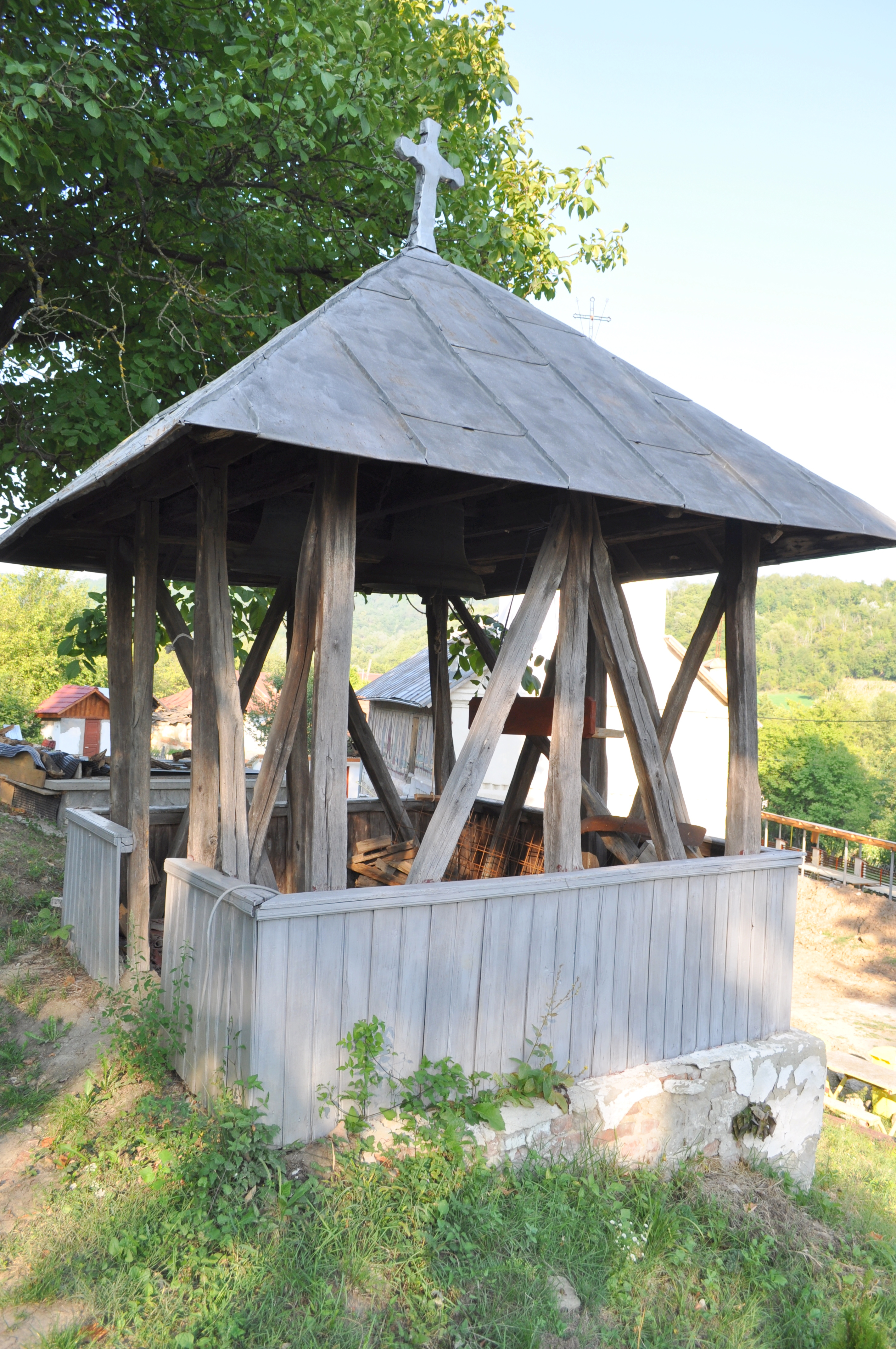
Clopotniţa
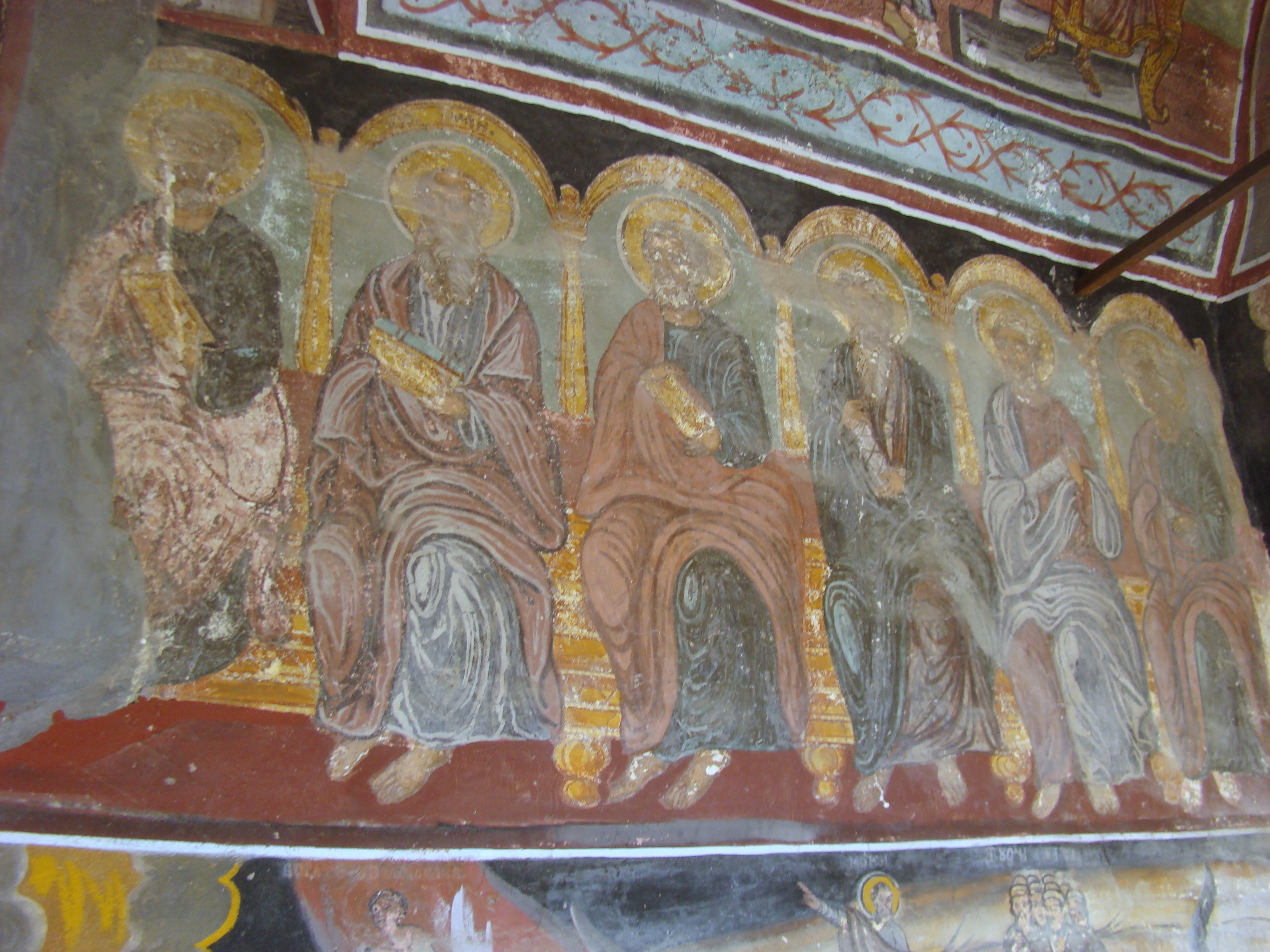
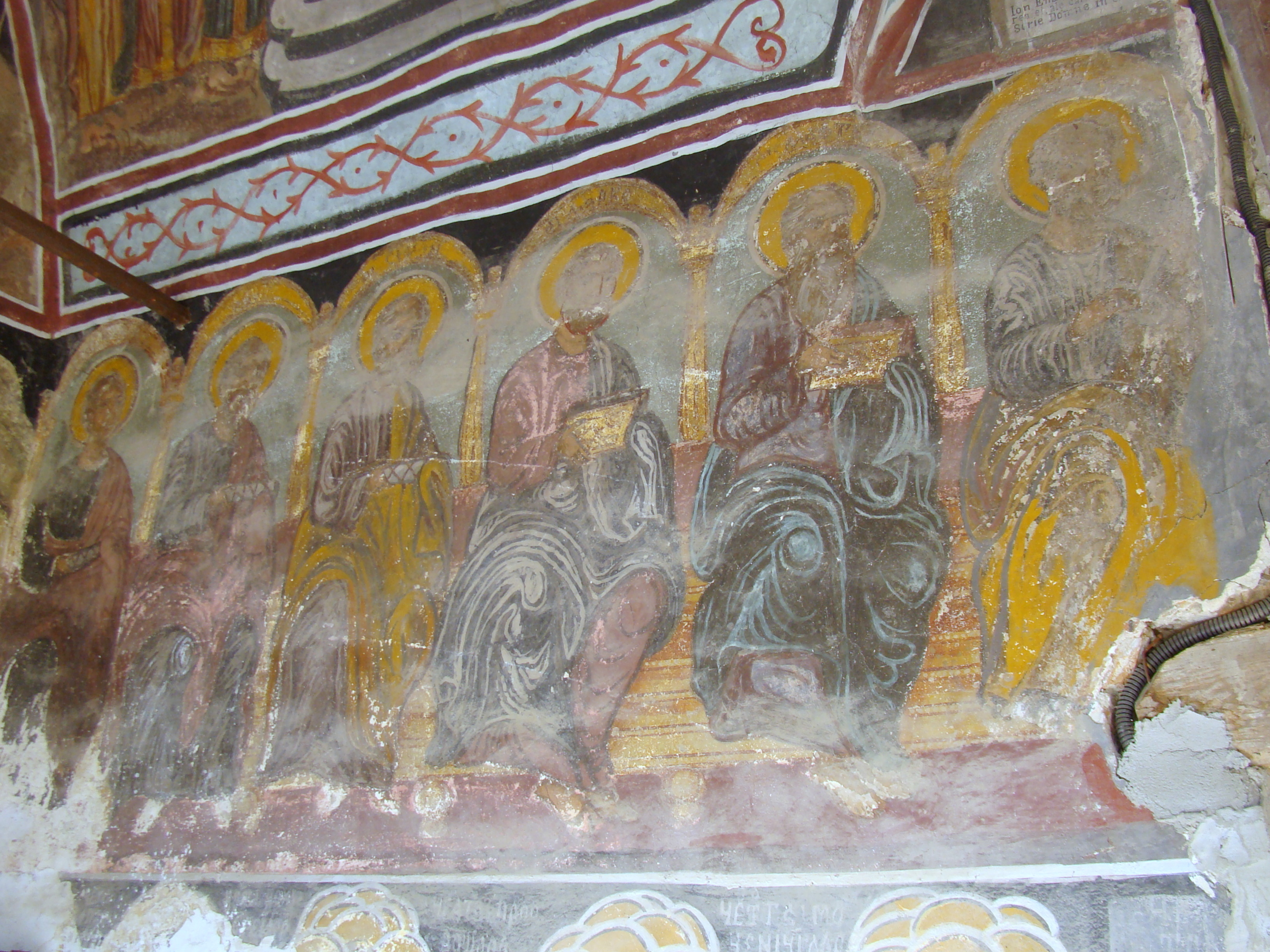
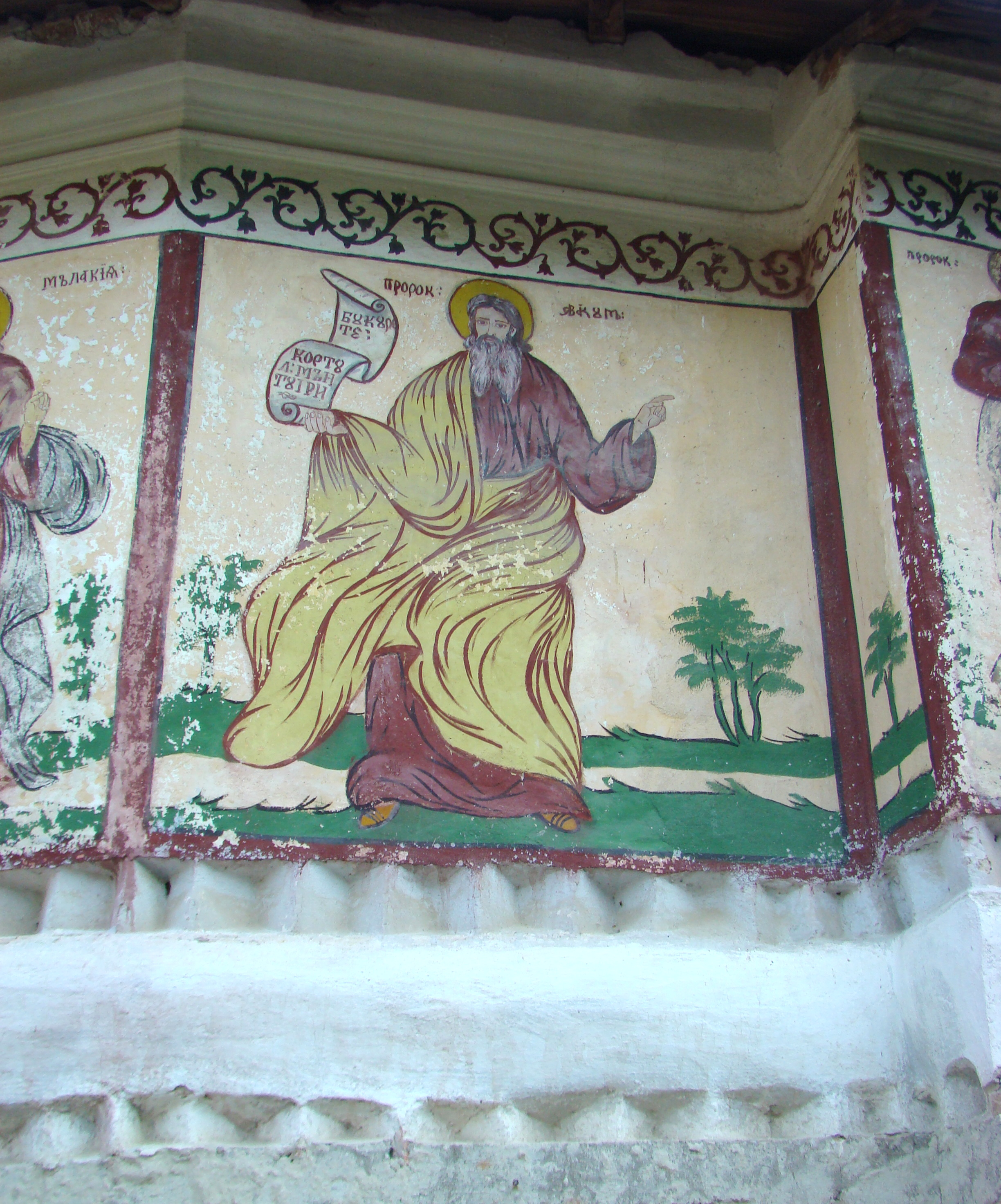
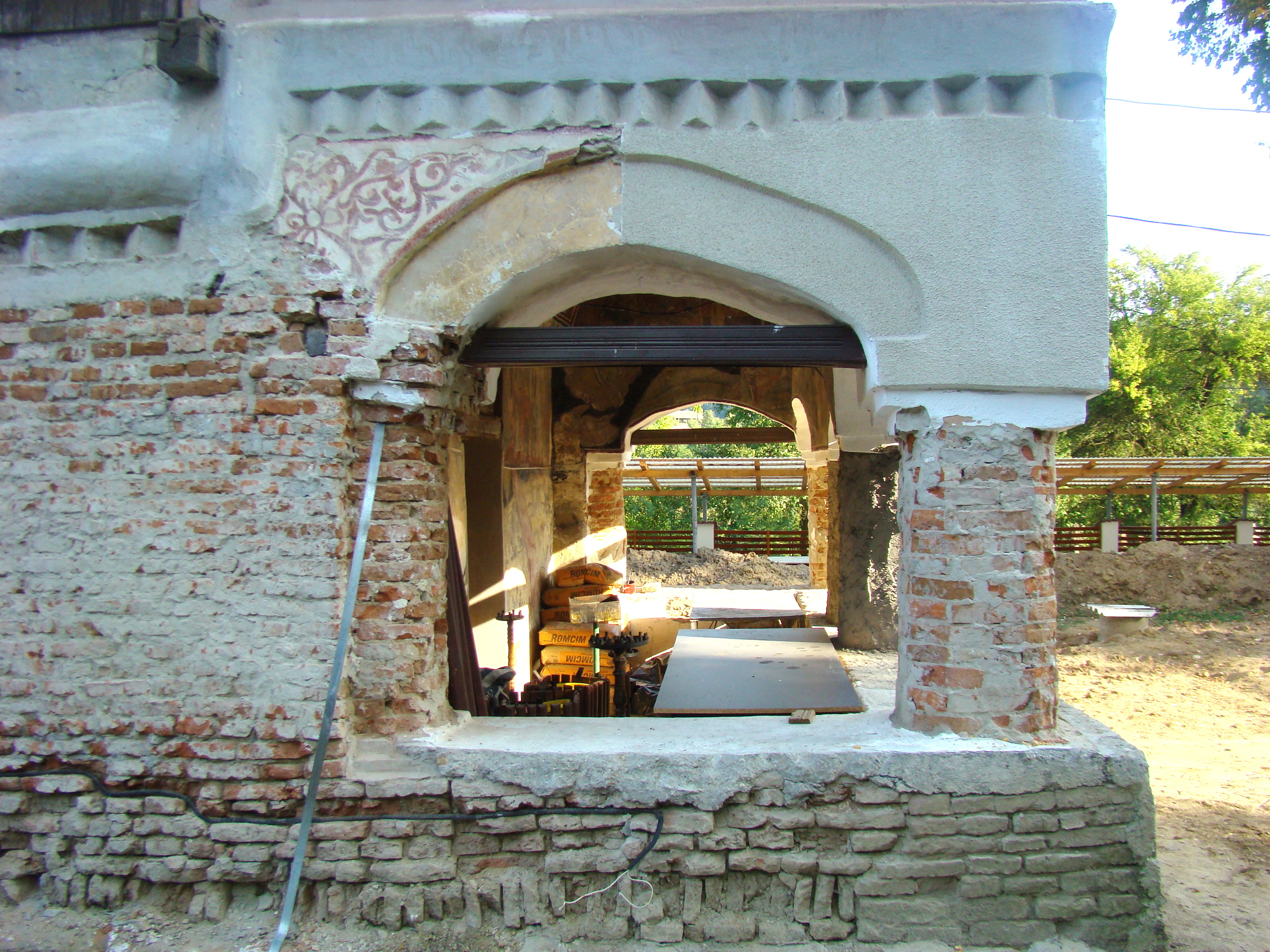
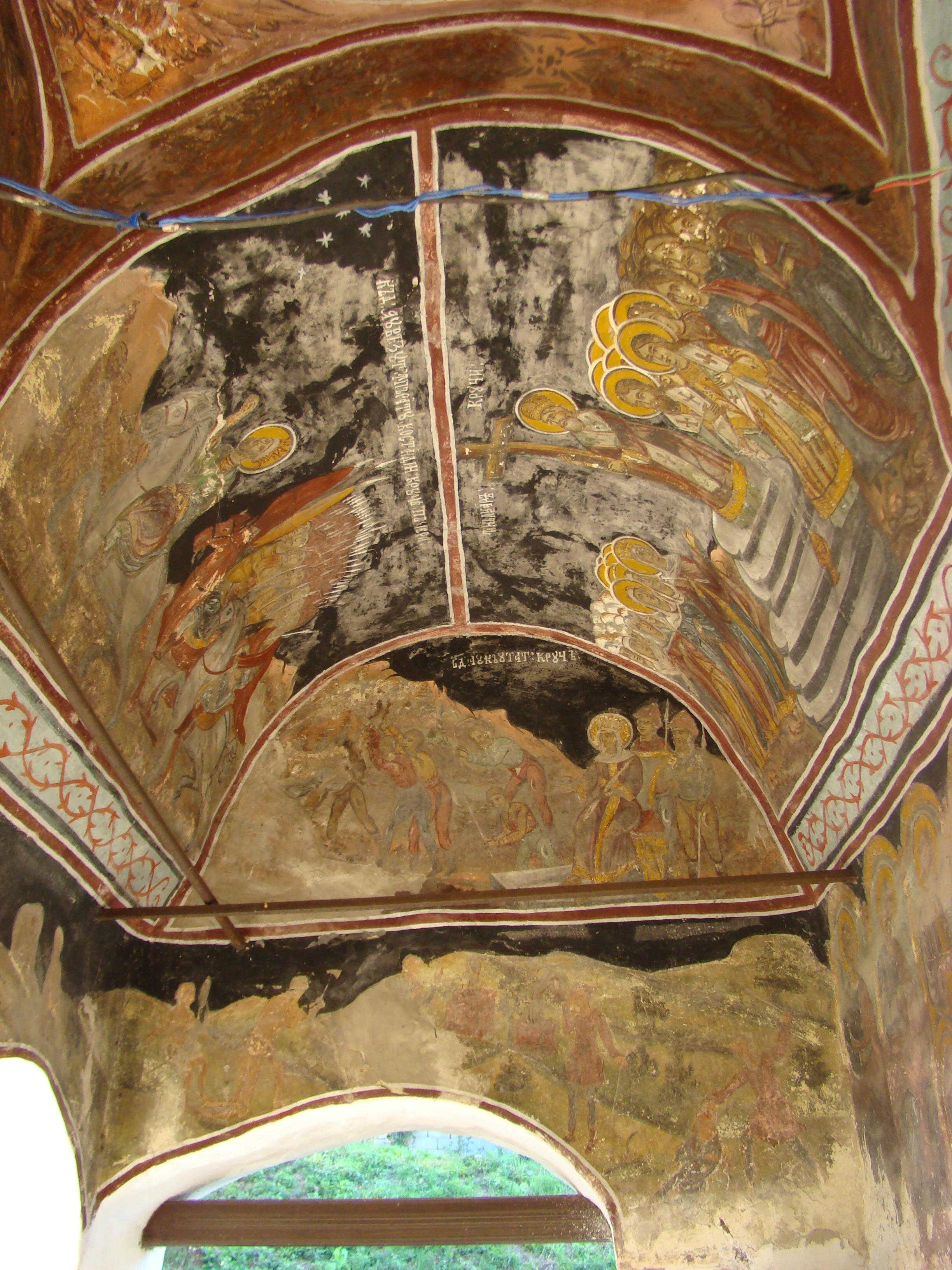
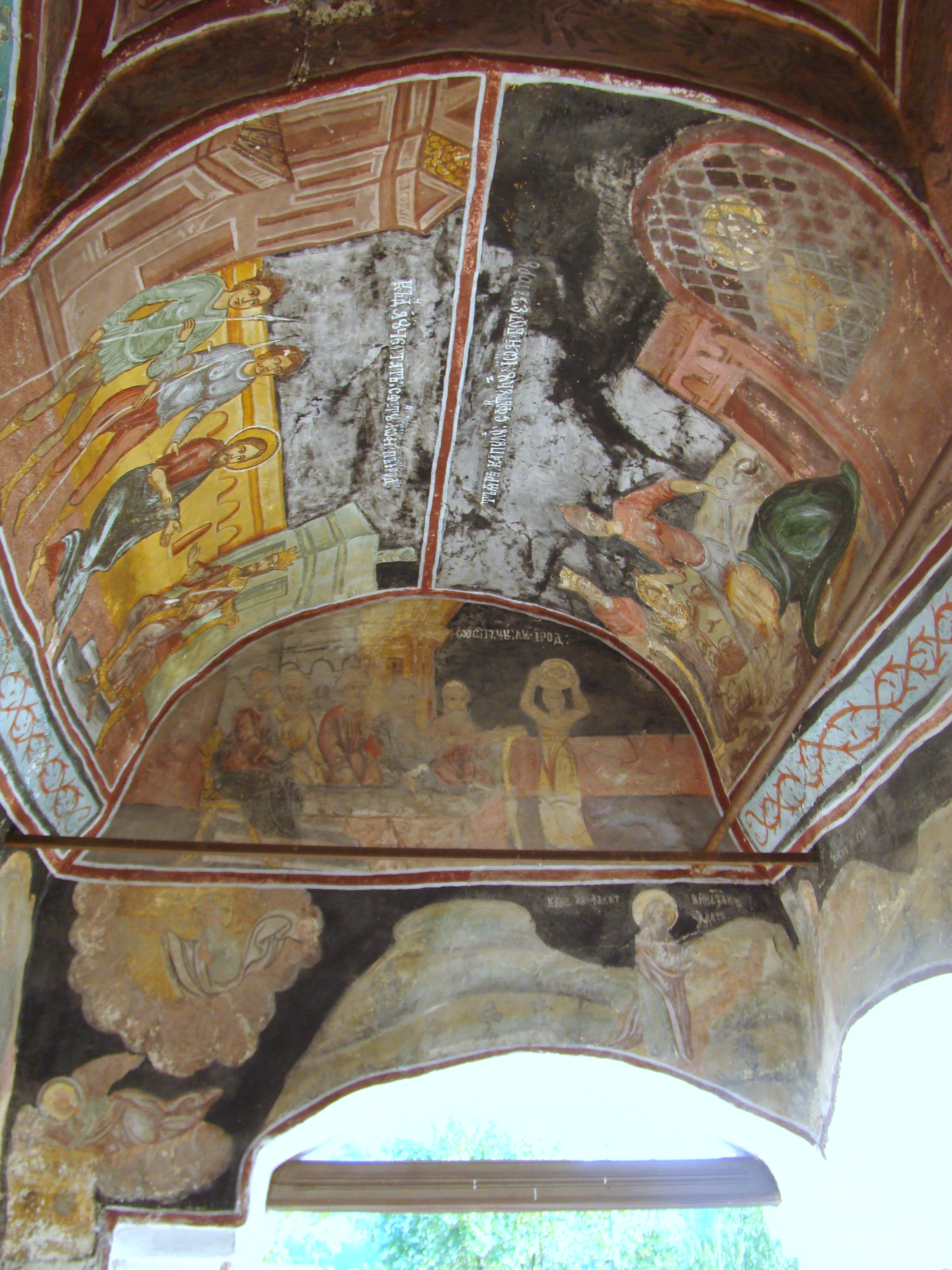
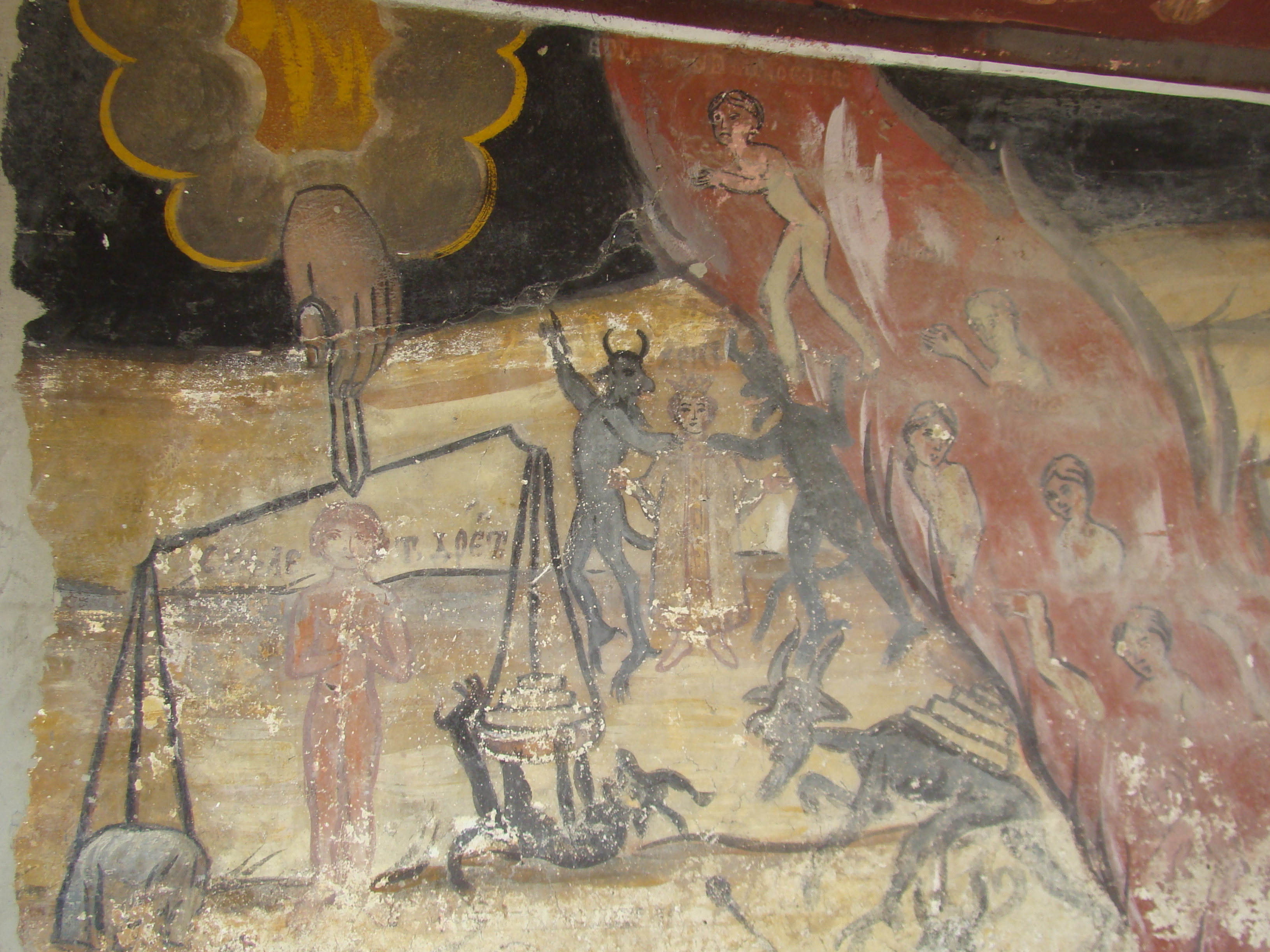
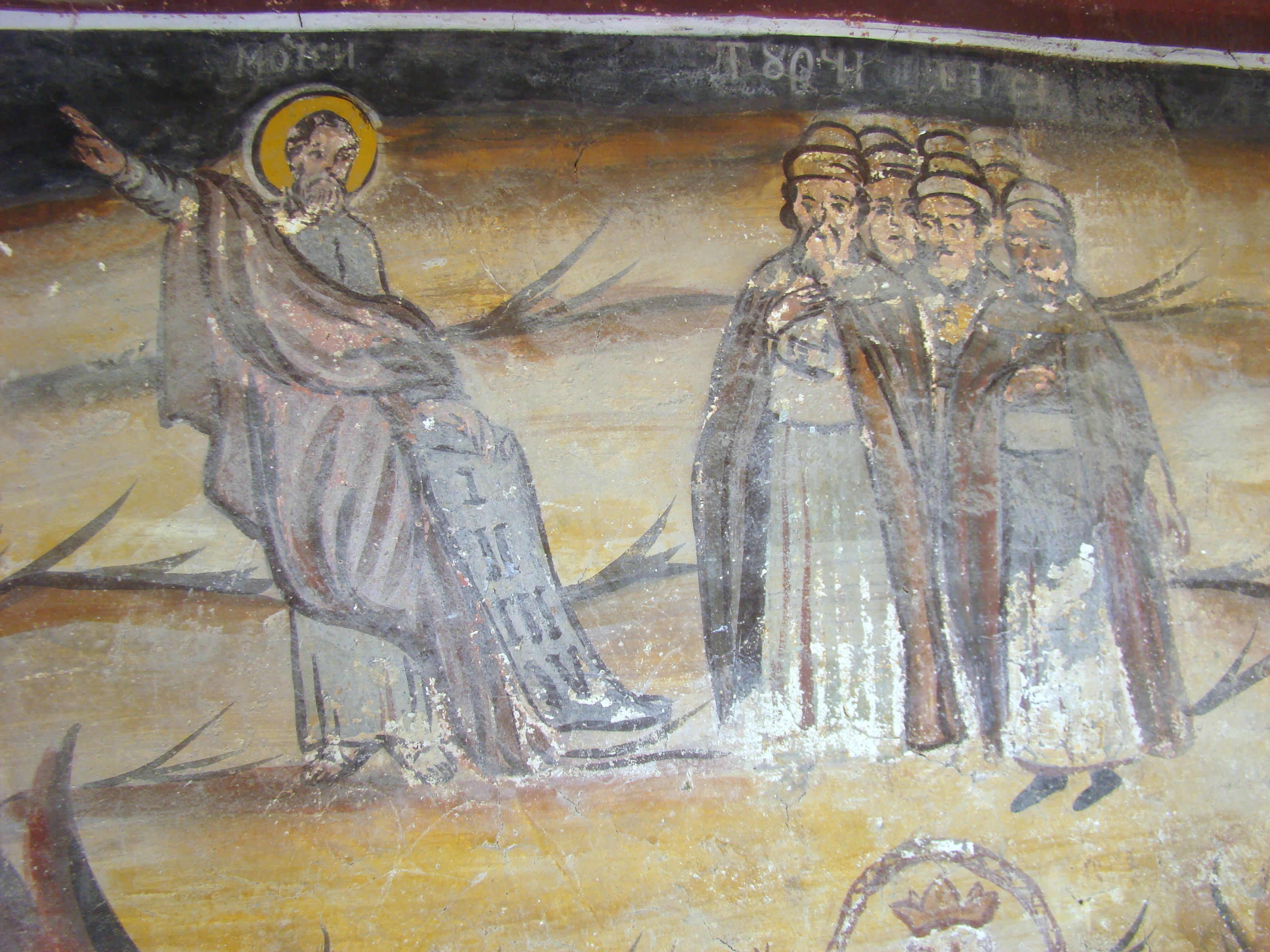
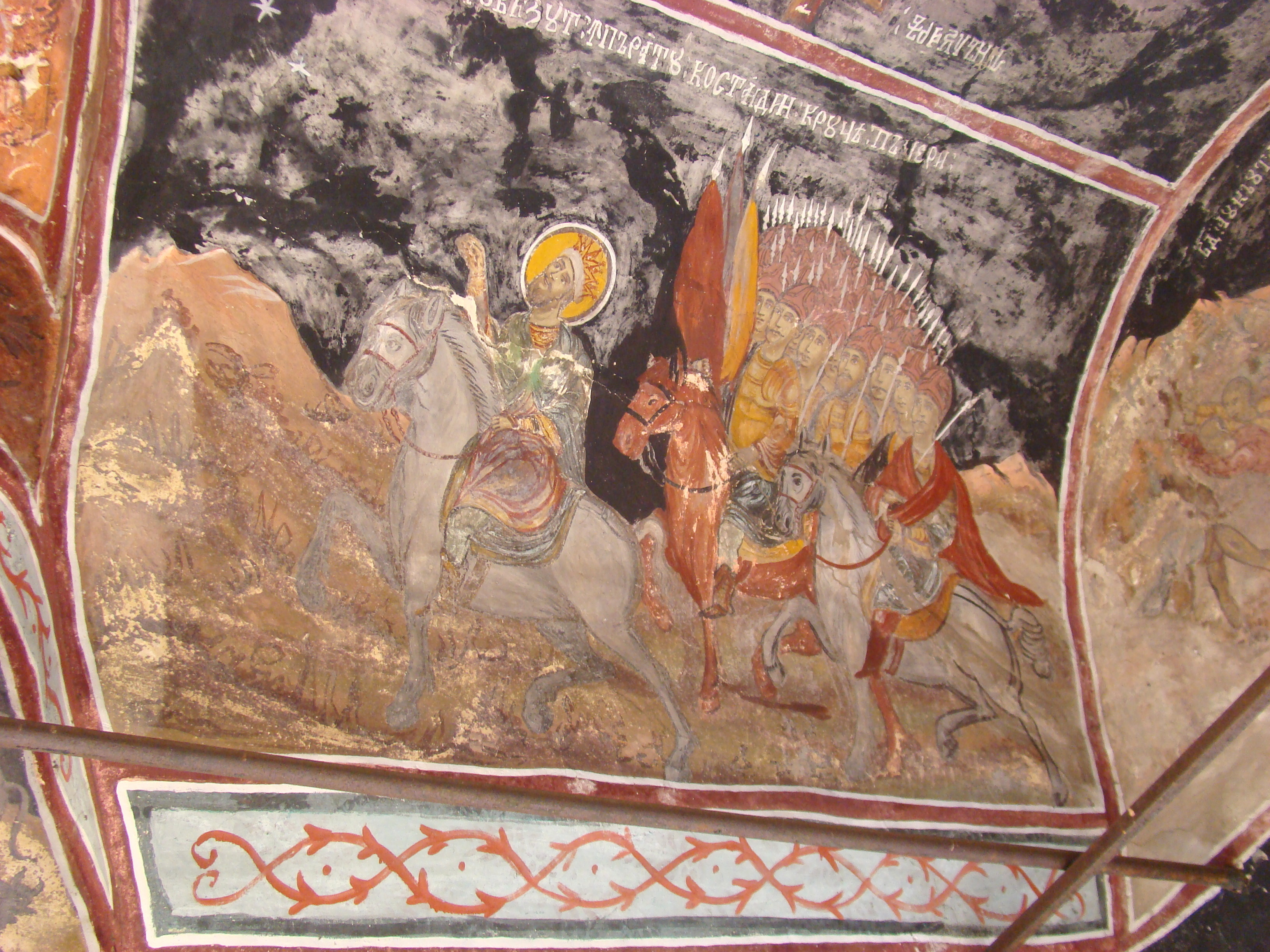
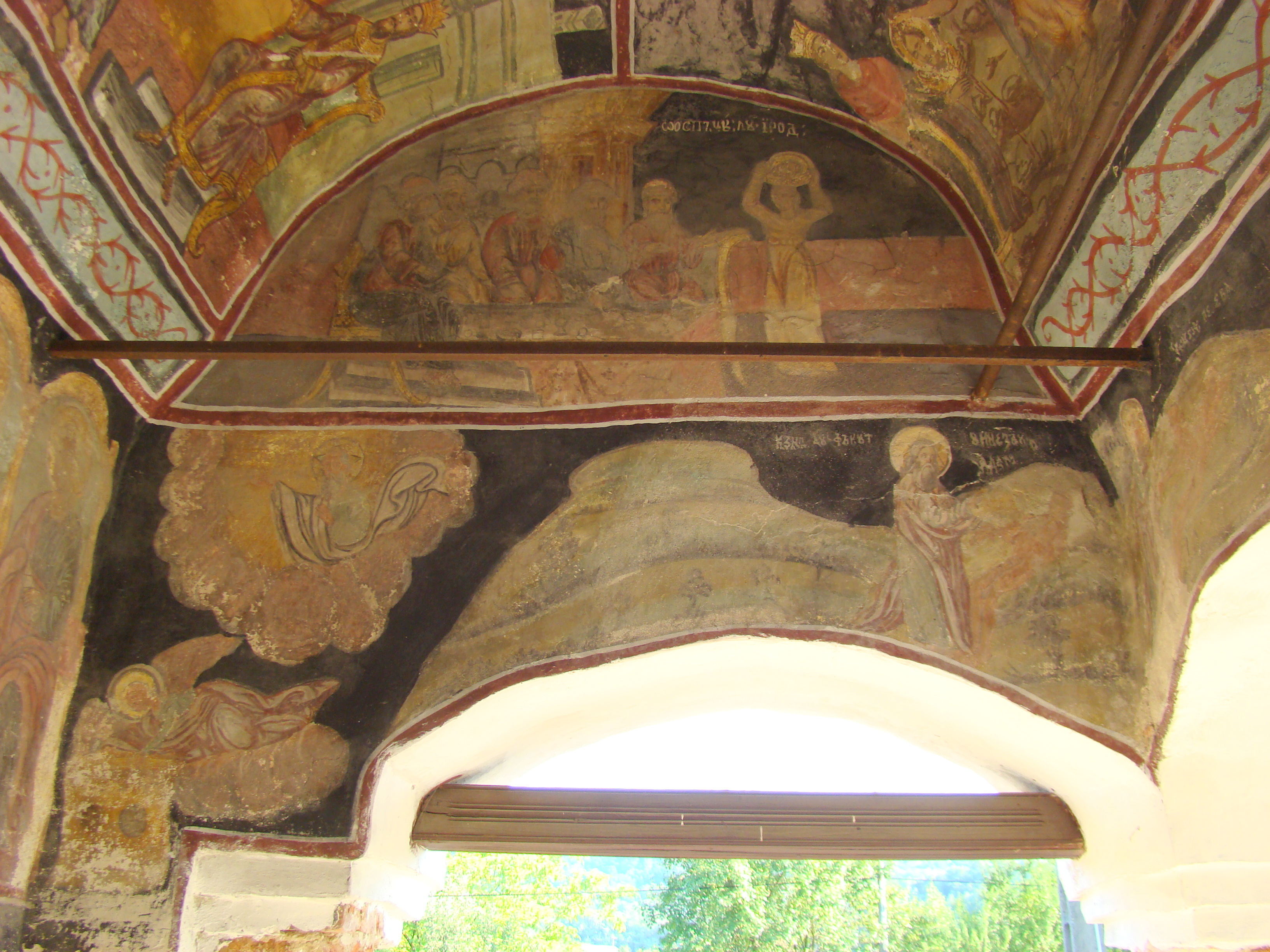
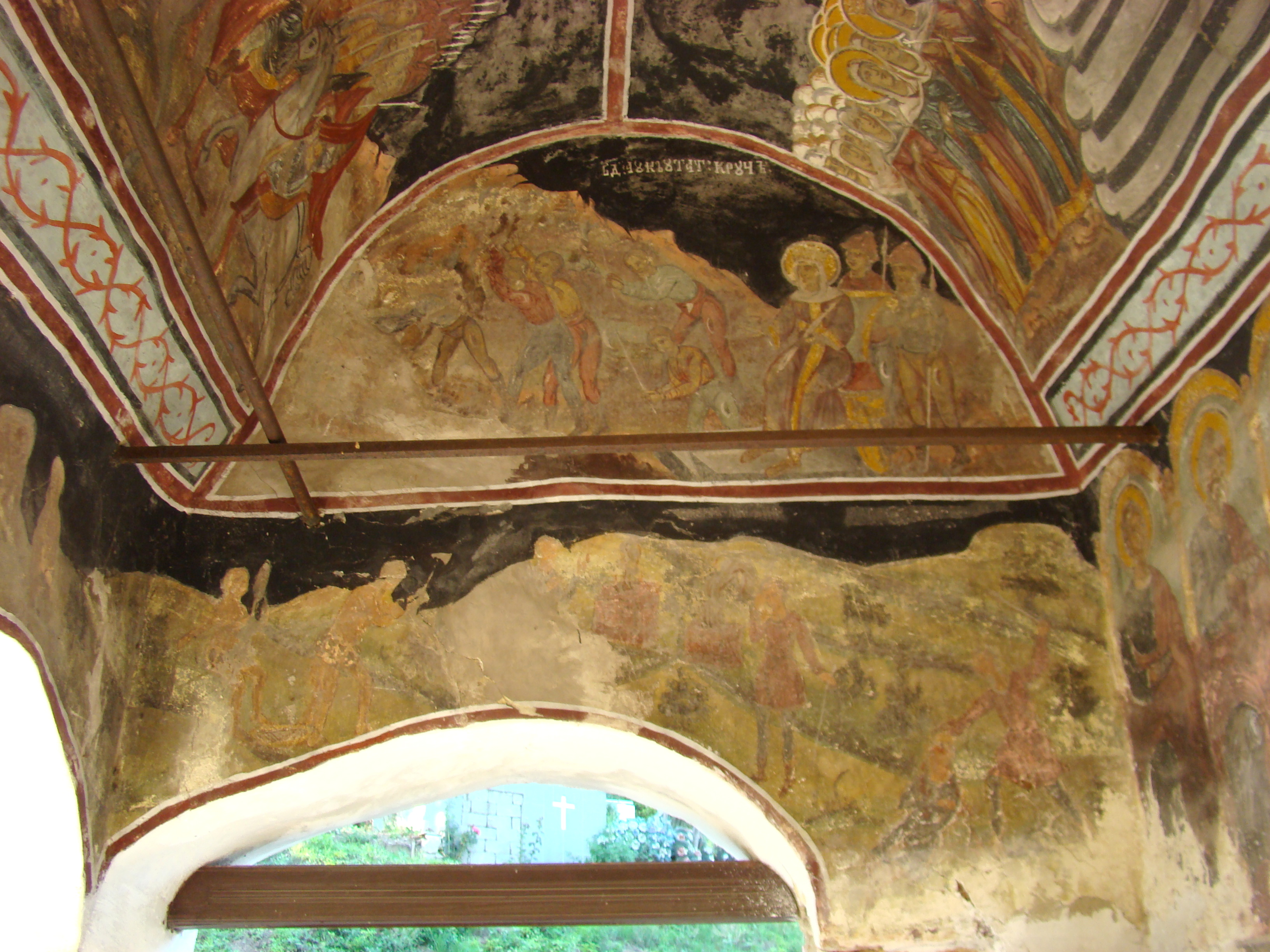
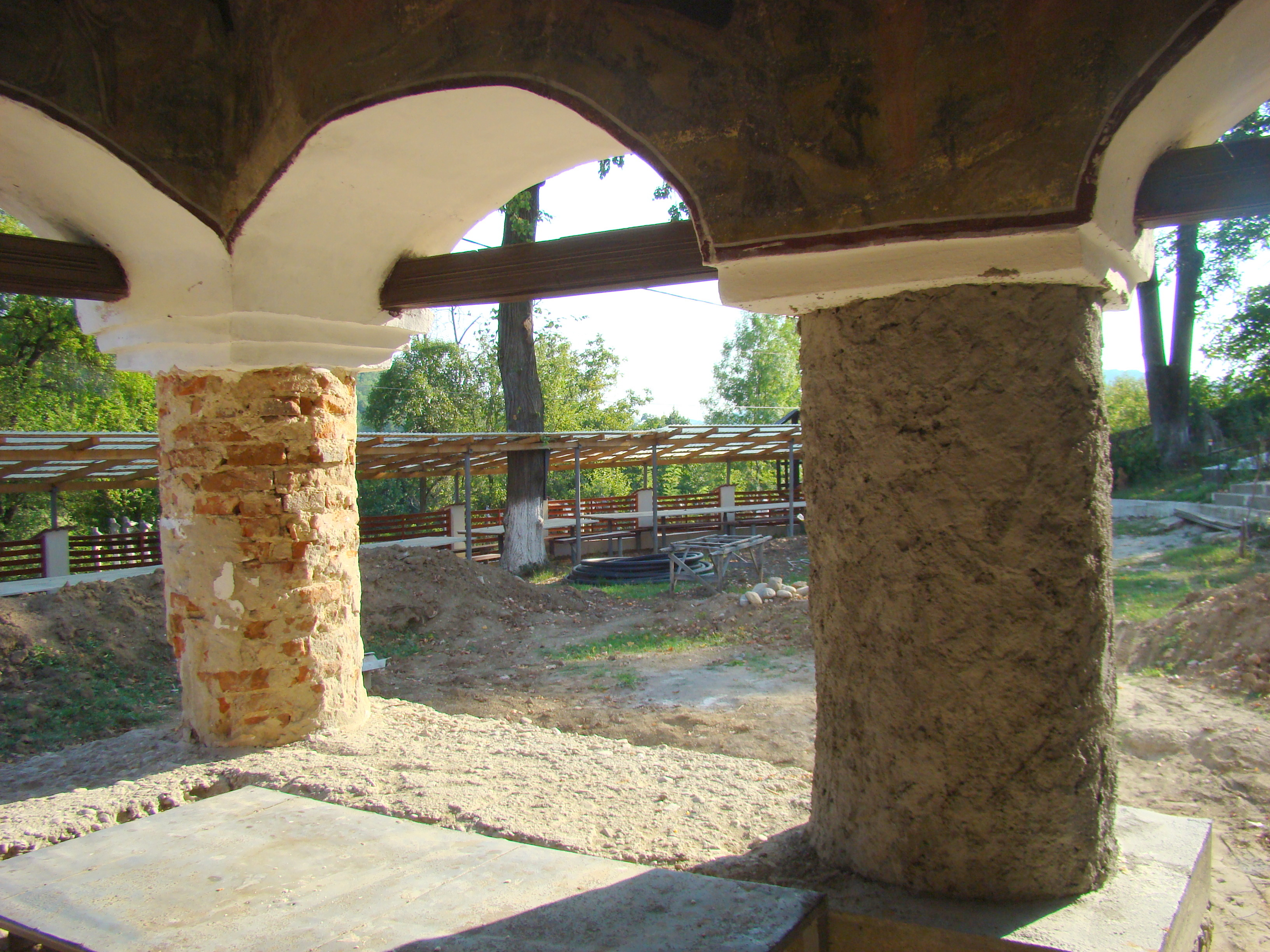
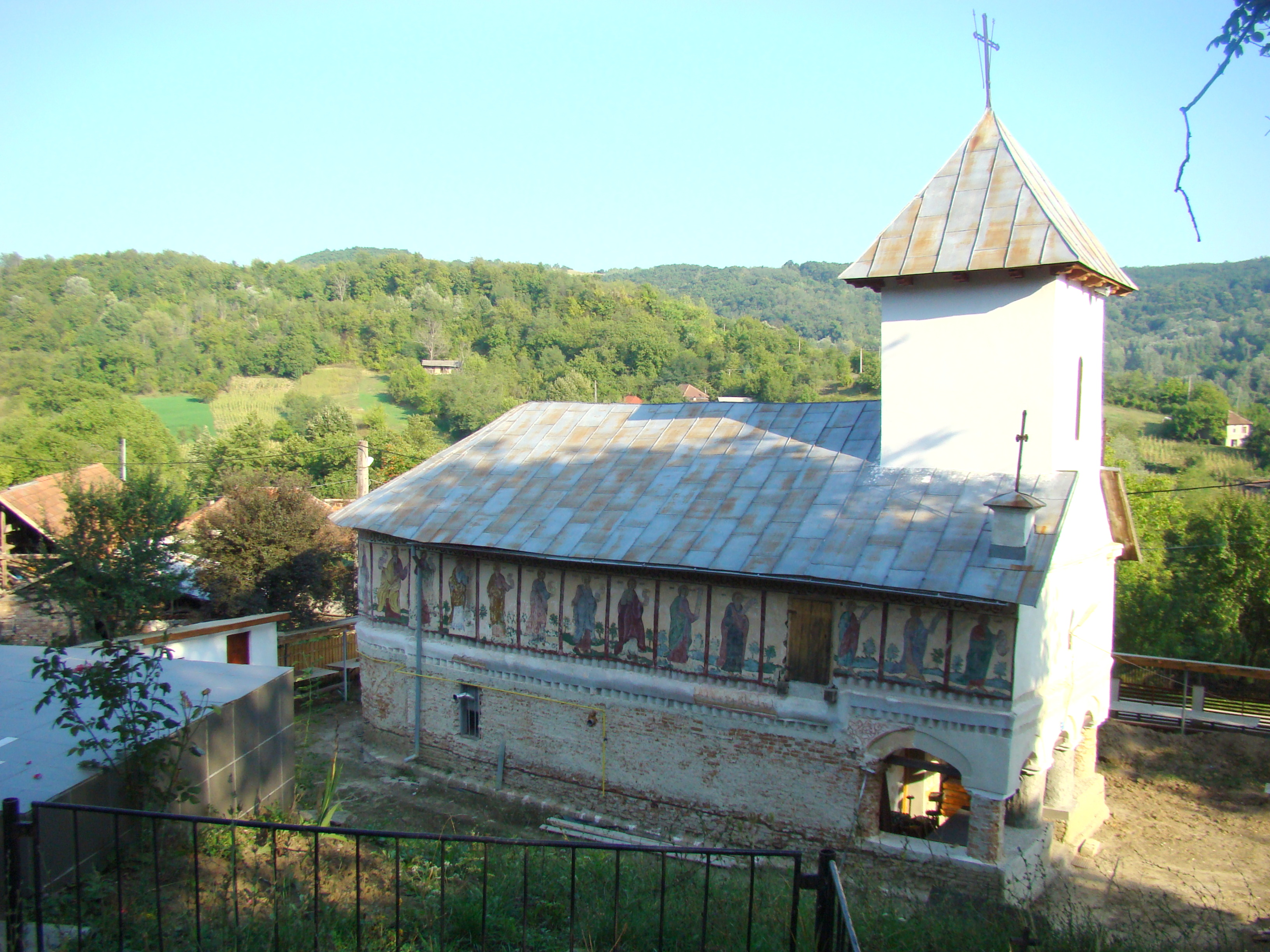
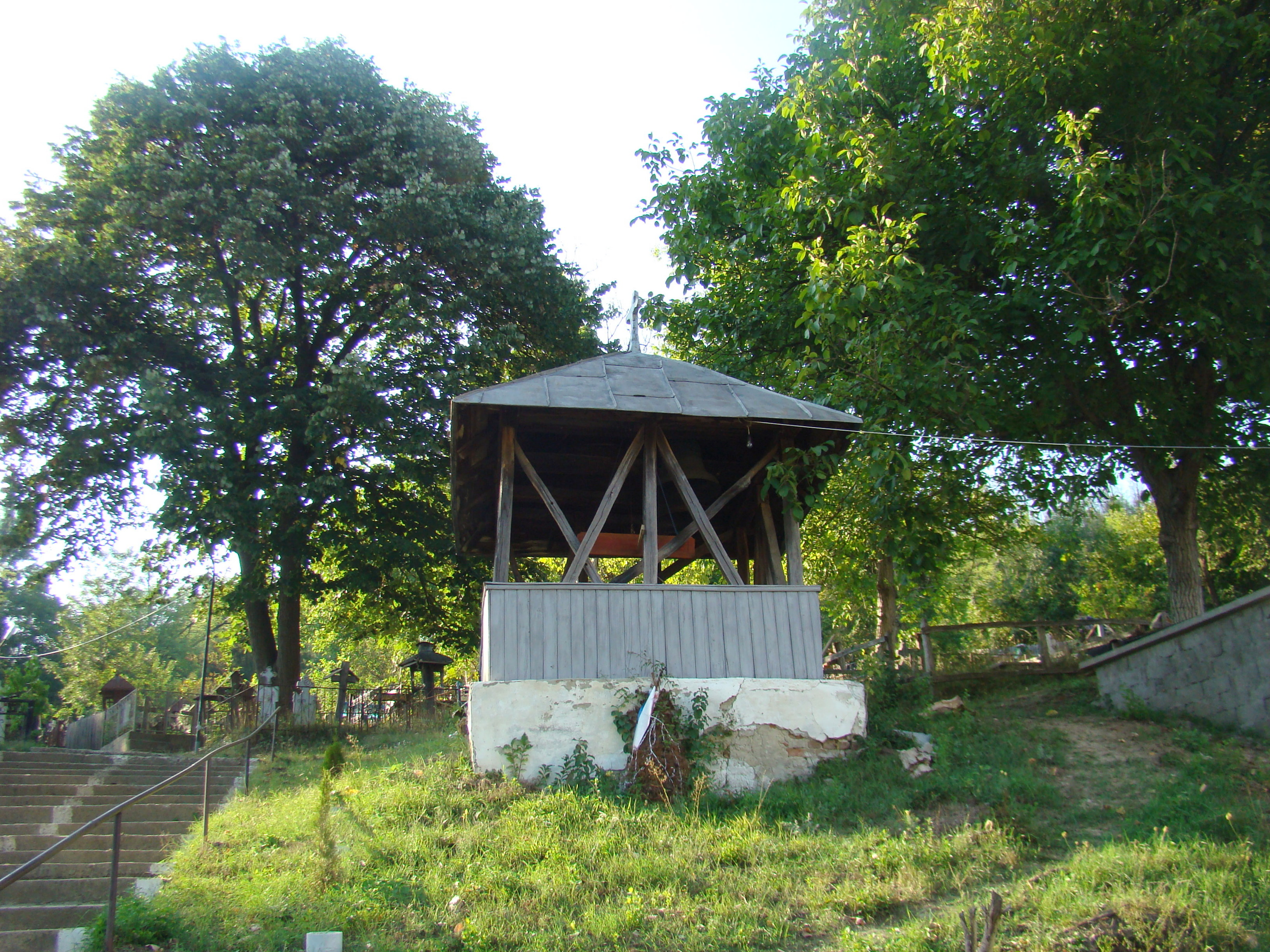
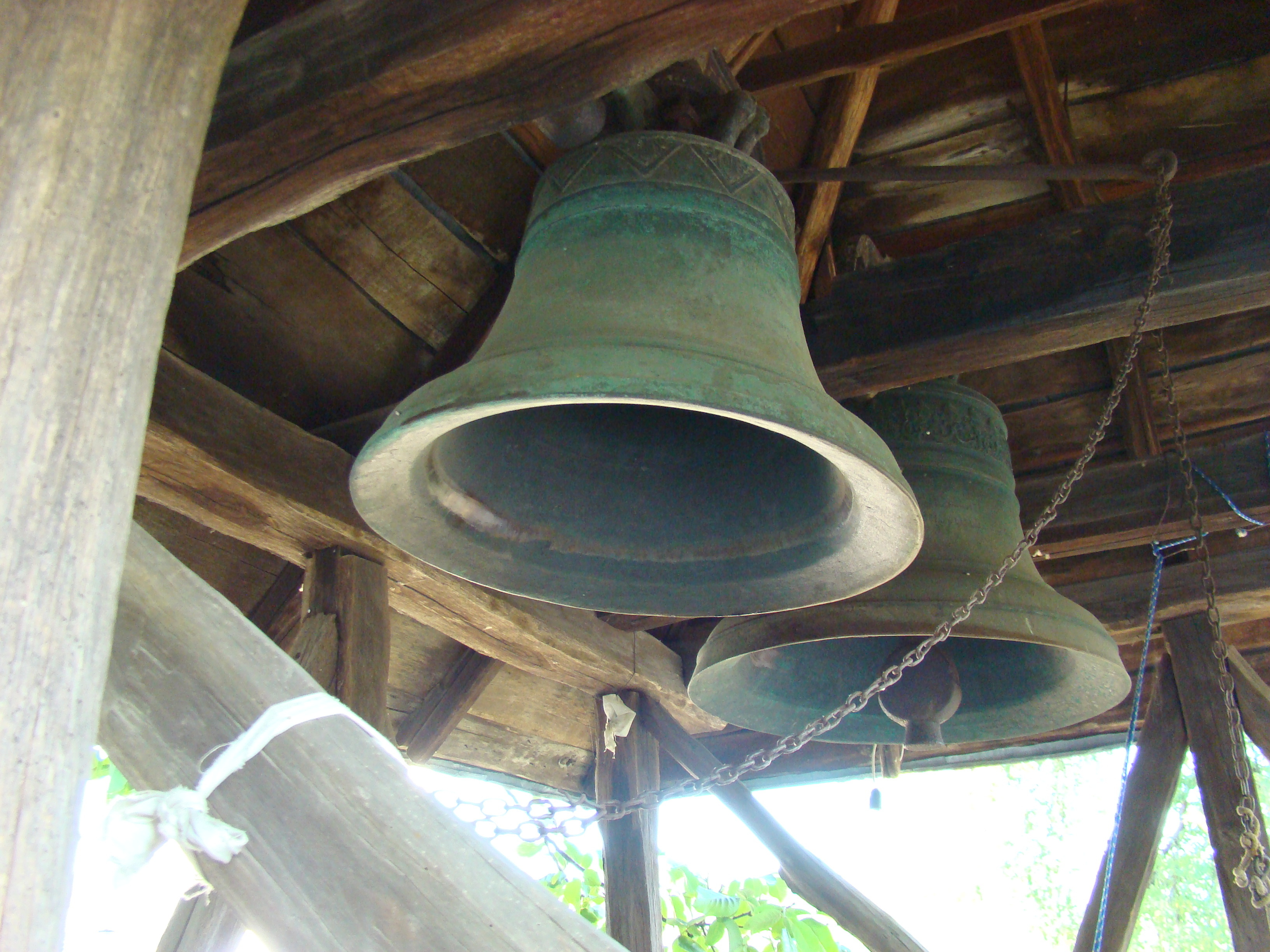
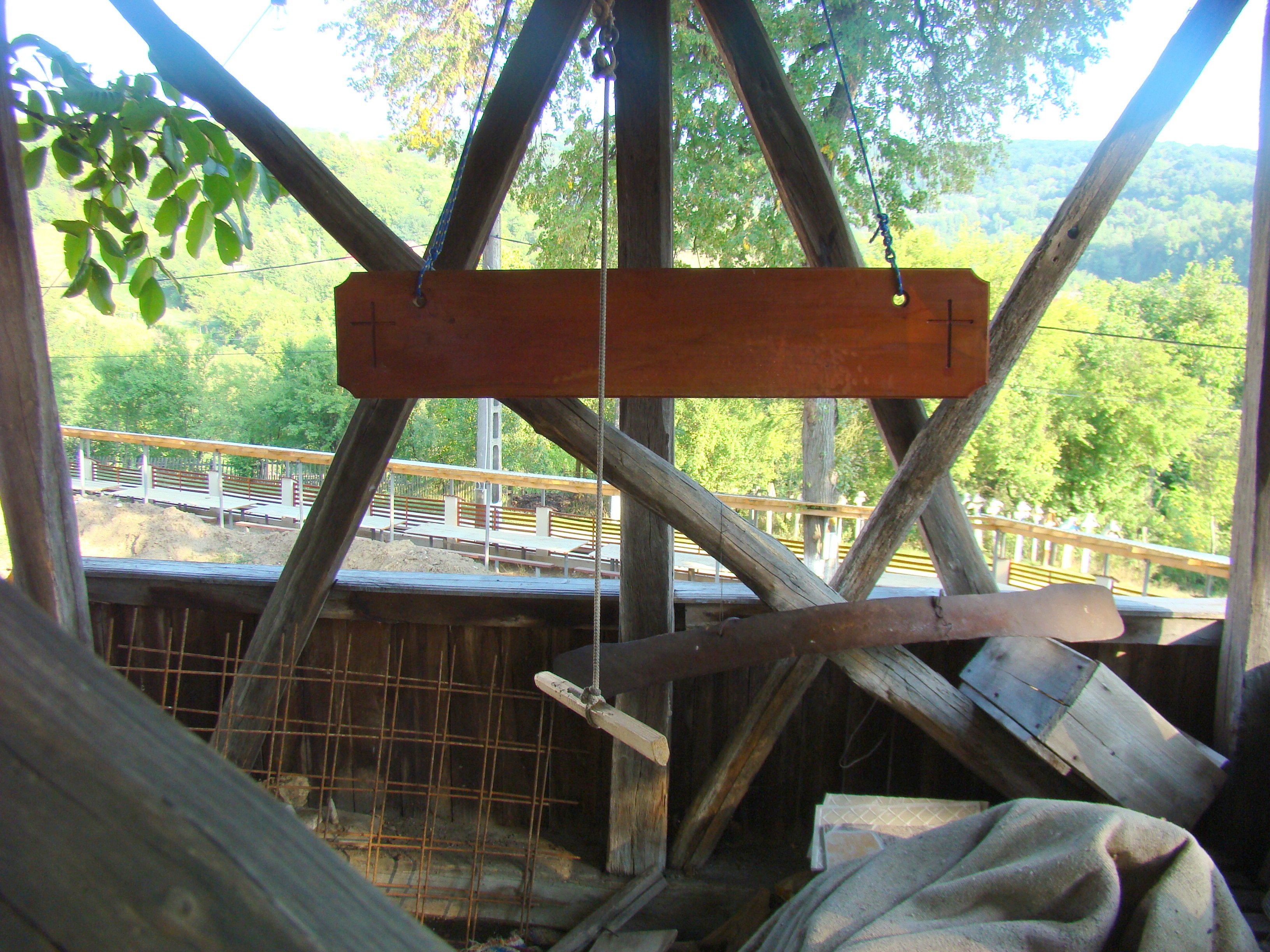
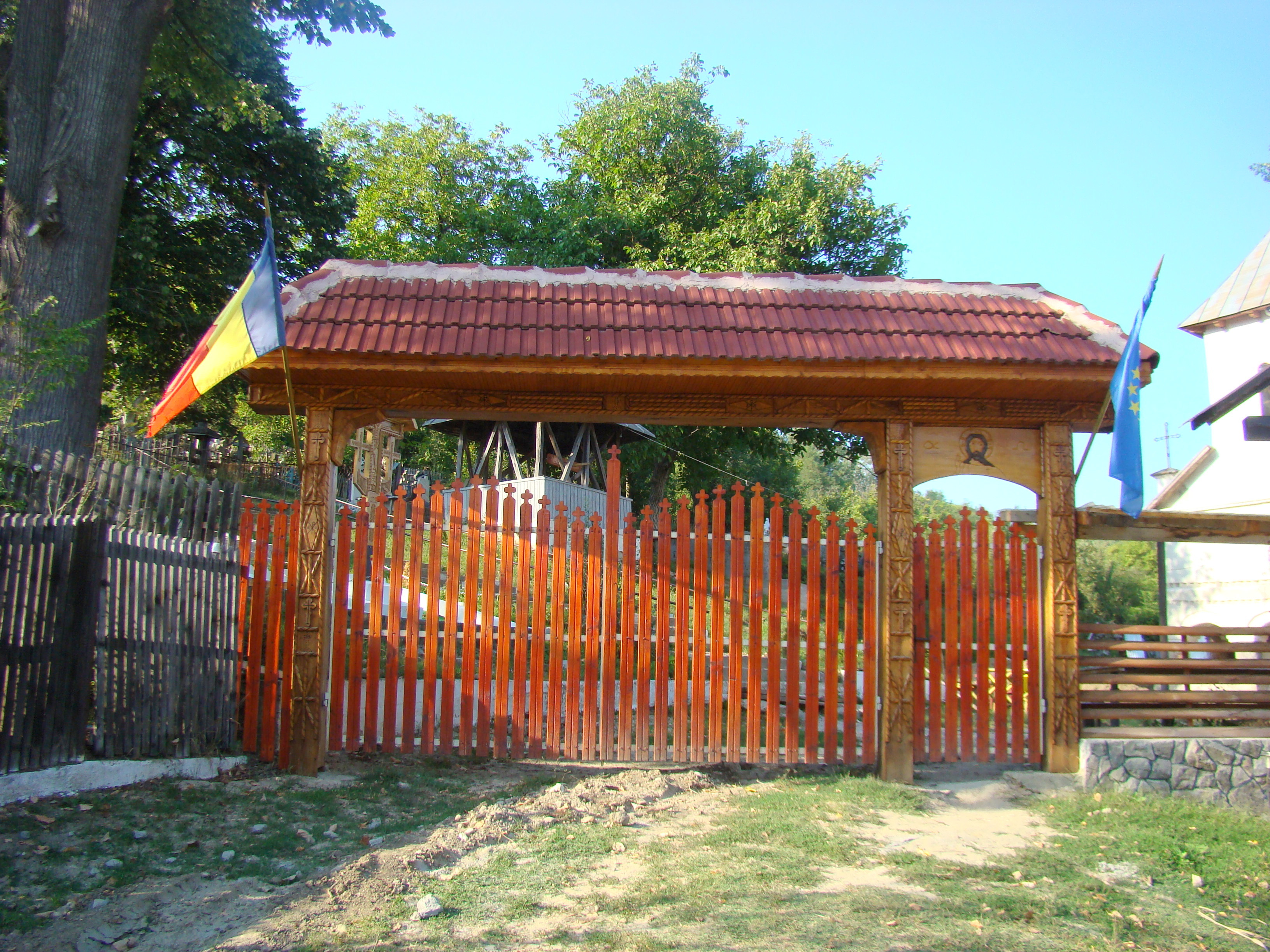
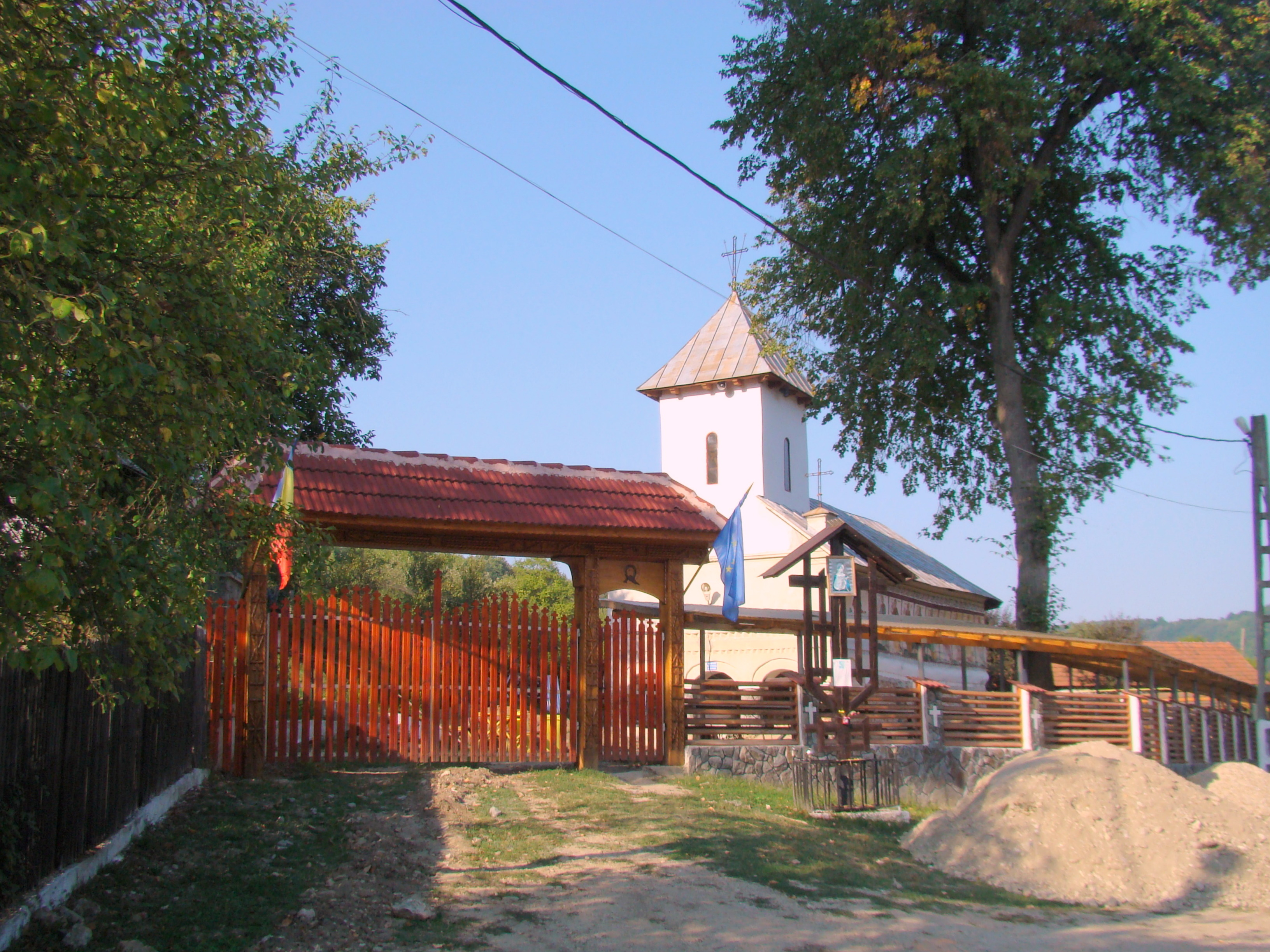
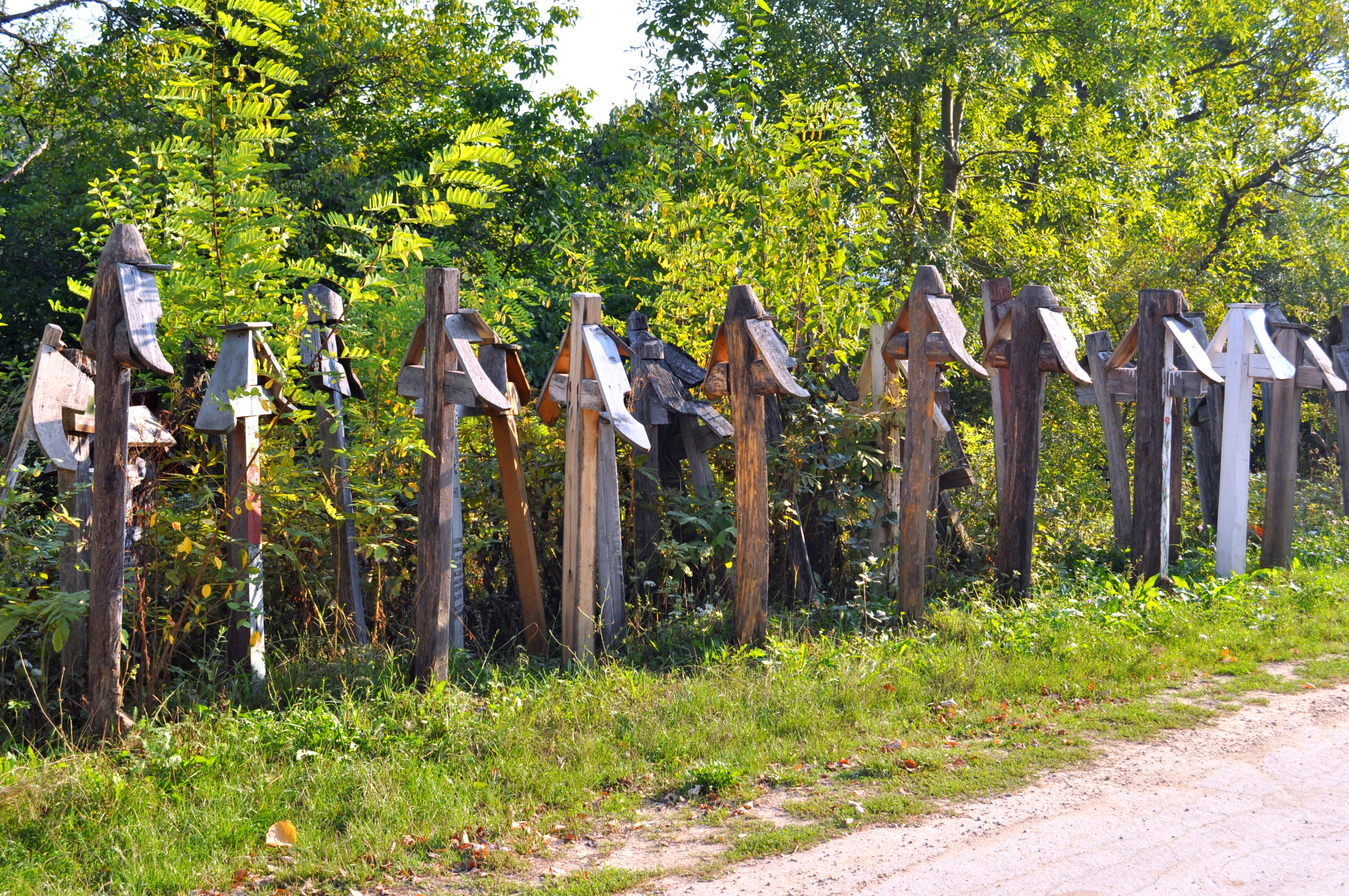